# Bundesautobahn 655
Pour les articles homonymes, voir A655.
La Bundesautobahn 655 était le projet d'une Bundesautobahn dans les Länder de Rhénanie-Palatinat et de Bade-Wurtemberg.

## Histoire
L'A 655 devrait passer dans la région métropolitaine Rhin-Neckar depuis le centre-ville de Worms en passant par Ludwigshafen am Rhein et Mannheim jusqu'à Leimen, près de Schwetzingen. Cependant, la désignation de Bundesautobahn est rejetée. Au lieu de l'autoroute, plusieurs Bundesstraßen parcourent désormais la quasi-totalité du tracé. Le tronçon entre l'échangeur de Rheingönheim et Mannheim-Rheinau, qui devait comprendre un pont sur le Rhin, n'est pas construit. La majorité du tracé existant est constitué de quatre voies. Ces tronçons sont également désignés comme route pour automobiles.